# レクイエム (アフマートヴァ)
『レクイエム』（Реквием）はアンナ・アフマートヴァ（1889-1966）の代表作の一つ。夫と息子の逮捕、収容所送りを題材としている。
最初に書かれた詩は1935年、最後に書かれたエピグラフは1961年の作である。彼女はこれを発表できるとは、1962年まで考えていなかった。しかし「雪どけ」時代にドイツで出版され、ペレストロイカ時代にソ連国内でも出版された。

## 背景
1917-1922年 ロシア革命、ロシア内戦
- アフマートヴァは第3-5詩集として1917年『白い群れ』1921年『おおばこ』1922年『主の年1921年』を発表。
- 1921年 元夫である詩人ニコライ・グミリョフが、反革命罪で銃殺された。
- 1922年 作家エヴゲーニイ・ザミャーチン逮捕、同年釈放（1931年国外移住、1937年フランスで死）

1922年 ソビエト連邦樹立
- 1925年 党中央委員会決議でアフマートワの詩は反革命的とされ、以後発表できず。
- 1925年 詩人セルゲイ・エセーニン自殺

1928-1937年 第一次・第二次五カ年計画、農業集団化
- 1930年 詩人ウラジーミル・マヤコフスキー自殺
- 1934年 詩人で友人のオシップ・マンデリシュターム逮捕（1938年収容所で死亡）
- 1935年 夫ニコライ・プーニン（英語版）[注 1]逮捕、アフマートヴァの嘆願により10日で釈放。（1949年に再逮捕され、1953年に獄死）
- 1938年 息子レフ・グミリョフ逮捕、5年間のシベリア流刑。（1949年に再逮捕され、1956年再釈放）

1939-1945年 第二次世界大戦
- 1941年 詩人マリーナ・ツヴェターエワ自殺

## 作成経過
作成途中の原稿はすべて廃棄された。
アフマートヴァの年下の友人、リディヤ・チュコフスカヤ（文学者コルネイ・チュコフスキーの娘）の『アンナ・アフマートヴァ覚書』の序文には、次のような経過が書かれている。
（木下晴世訳
）
アンナ・アンドレーエヴナ［アフマートワ］はうちに来るとやはり囁き声で『レクイエム』の詩を読んでくれたが、噴水邸の自分の部屋では囁くことさえためらった。
 突然話の最中に黙り込むと、私にむかって天井と壁に目配せして紙切れと鉛筆をもつ。それから大きな声で「お茶は要りませんか？」とか「とてもお疲れのようね」と当たり障りのないことを言って、それから紙に走り書きをして、私に差し出す。詩を読んで記憶すると、私は黙って彼女に返す。「漸く秋になりましたね」と大きな声でアンナ・アンドレーエヴナが言い、マッチを擦って灰皿で紙を燃やす。それは手とマッチと灰皿がおこなう儀式、美しく痛ましい儀式だった。

## 構成
詩題は木下訳による。
| エピグラフ   | 1961年                      |
| 序にかえて   | 1957年4月1日 レニングラード |
| 献辞         | 1940年3月                   |
| 序曲         | 1940年1月31日               |
| 1            | 1935年                      |
| 2            | 1938年                      |
| 3            | 1939年                      |
| 4            | 1938年                      |
| 5            | 1939年                      |
| 6            | 1939年                      |
| 7 宣告       | 1939年夏                    |
| 8 死に向って | 1939年8月19日 噴水邸        |
| 9            | 1940年5月4日 噴水邸         |
| 10 磔刑 I    | 1938年                      |
| II           | 1939年                      |
| エピローグ I |                             |
| II           | 1940年3月10日頃 噴水邸      |

Wikilivresには記事に関連する原文があります
Анна Андреевна Ахматова

## 最初の詩
第1歌   
 あなたは夜明けに連れ去られた、
 そのあとを私は出棺のようについていった、
 暗い部屋で子供たちが泣いていた。
 神棚ではろうそくがとけて流れた。
 あなたのくちびるには聖像の冷たさ。
 ひたいには死の汗・・・忘れられない！ －   
 私は狙撃兵の妻のように、
 クレムリンの塔の下で泣きわめくだろう。
 1935年
（武藤洋二訳）
（武藤による「鎮魂歌」全訳はネットに公開されている

）

## アフマートヴァ生前の、ソ連国内での発表
第二次世界大戦中は、国家の愛国宣伝のために、言論統制がややゆるんだ。アフマートヴァも一時的に詩の発表を許された。以下は主に木下
による。
- 『レクイエム』の第7歌は1940年の雑誌『星』に発表された。（ただし詩の題は隠した。）
- 第9歌の前半は1943年にタシケントでの『作品集』に発表された。
- 第1歌はリガの、第2歌は1943年のベルリンのロシア語新聞に、戦争中に発表されたという[注 4]。

1946年のジダーノフ批判により、アフマートヴァはまた詩作発表できなくなったが、1956年のスターリン批判で、アフマートヴァも名誉回復され、1958年から彼女の詩集がまた発刊されるようになった。
- アフマートヴァ生前最後の詩集、『時の疾走』（1965年）内に、第10歌の後半が収録された。

## 『レクイエム』全体の出版経緯
木下の解説
などによる。
- 1962年まで『レクイエム』は、書かれた原稿はなく、作者と親しい11人が記憶しているのみだった。
- 1962年11月 アレクサンドル・ソルジェニーツィンの『イワン・デニーソヴィチの一日』が『新世界』に発表された。
- 1963年1月 アフマートヴァも『レクイエム』のタイプ原稿を作成し、『新世界』に提出したが、受理されなかった。それで彼女は多数のタイプ原稿を作り、知人たちにばらまき、地下出版（サミズダート）状態になった。
- 1963年中にモスクワのアメリカ大使館の外交官郵便で、カリフォルニア大のグレーブ・ストルーヴェ（英語版）が原稿を入手。「在外作家協会」の名義で、ミュンヘンで出版した[5]。
  - 当時外国人がアフマートヴァと連絡をとることは困難だった。この本の表紙の裏、作者肖像画の前のページに「この連作詩は、われわれがロシアから受け取り、作者に断りなく印刷された。」と注記されている。
  - アフマートヴァもこの本の寄贈を受けた。1964年に連絡係をした Amanda Haight[注 5] への彼女の唯一のコメントは「（サヴェリー・ソリン（ロシア語版）による1913年の）肖像画があまりに陰気です」だった[4][注 6]。

- 1965年、英仏へ行った時、薦められて『レクイエム』を自ら朗読し録音。これは西側で保存された。（2012年以後、YouTubeで聞く事ができる。）
- 1965年秋、「レクイエム」は、発表作をほぼ網羅したボリス・フィリポス（ロシア語版）編の『アンナ・アフマートヴァ作品集』（ミュンヘン）[6]に、本人の校訂下に収載された[注 7]。

- ソ連ではアフマートヴァ死後の1987年に、ゾーヤ・トマシェフスカヤ（ロシア語版）所蔵版が『十月』3月号に、リディヤ・チュコフスカヤ（ロシア語版）所蔵版が『ネヴァ』6月号に発表された。

## 日本語訳
- 江川卓訳 「鎮魂歌」『世界文学全集35 現代詩集』 集英社 1968   ※『世界の文学37 現代詩集』集英社 1979  に再録
- 野崎真立訳  『鎮魂歌 短歌世代シリーズ16』 シンキョウ社出版部 1973
- 安井侑子 『ペテルブルグ悲歌』 中央公論社 1989 pp.200,213-232 ※献辞、序曲、第4、6、8、9歌の訳が一部省略されている。
- 武藤洋二 『詩の運命』 新樹社 1989 pp.164-191
- 草鹿外吉訳 「レクイエム 1935-1940年」『世界現代詩文庫18 現代ロシア詩集』 土曜美術社 1991
- 木下晴世編訳 『レクイエム』 群像社 2017   [注 8]